# Euphyllodromia venezuelica
Euphyllodromia venezuelica es una especie de cucaracha del género Euphyllodromia, familia Ectobiidae.

## Distribución
Esta especie se encuentra en Ecuador y Venezuela.